# Стул модели 3107

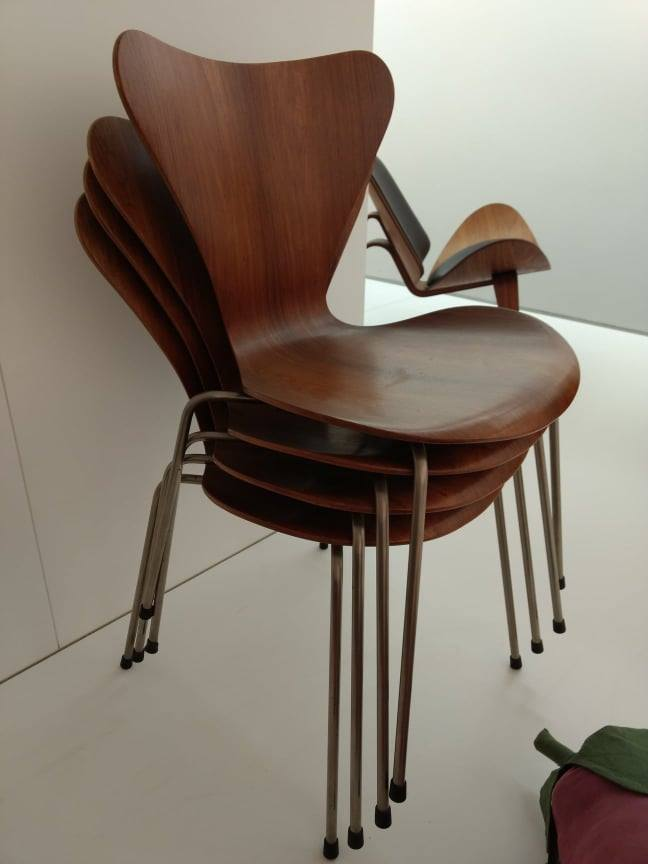
Стул Седьмой серии

Стул модели 3107 — это стул, разработанный Арне Якобсеном в 1955 году, вариация стула «Муравей», разработанного им же. Стул делается из одного листа фанеры и удобно штабелируется. Модель стала ярчайшим представителем «скандинавского дизайна» и имела огромный успех: было произведено свыше пяти миллионов единиц.

## Описание
По словам Якобсена, стул, как и стул «Муравей Якобсена», был вдохновлен стулом, сделанным командой дизайнеров мужа и жены Чарльза и Рэя Имсов с использованием их методов гибки фанеры.
Стул доступен с различными вариантами шасси — как обычный стул на четырех ножках, офисный стул на пяти колесах и как барный стул. Он может быть оснащен подлокотниками, креплением для письменного стола и различной обивкой.

Та самая фотография Кристины Киллер

Широко распространено мнение, что стул использовался в культовой фотографии Кристины Киллер, сделанной Льюисом Морли в 1963 году; однако стул, использованный на этой фотографии, был имитацией, а не оригинальной моделью Якобсена. У стула Киллер сзади была порезана ручка. После публикации фотографий продажи кресла резко выросли.